# Administración pública de Uruguay
La Administración Pública del Estado uruguayo comprende a los organismos estatales que realizan las correspondientes funciones administrativas en el país. Abarca a los distintos organismos y dependencias que integran el Poder Ejecutivo, así como las administraciones municipales.

## Generalidades
El concepto de "administración pública" es impreciso y suele ser usado con diversos alcances. En este artículo está utilizado como especie del concepto más amplio de Estado. La Administración Pública no incluye el Poder Legislativo ni el Poder Judicial. Tampoco abarca las empresas estatales ni entes privados que prestan servicios públicos. Incluye en cambio a las entidades públicas descentralizadas y las especializadas, como los centros de enseñanza, hospitales y museos. En principio, las Fuerzas Armadas integran la Administración Pública, aunque poseen un régimen especial. 
En todos los países modernos emplea a gran cantidad de personas, constituyendo el grueso del empleo público. En Uruguay, unos 264.000 trabajadores (dentro de una población económicamente activa de aproximadamente 1.700.000 habitantes) están empleados en el sector público (en los tres poderes), tanto a nivel nacional municipal. El porcentaje (15,5%) se ubica en el promedio internacional, aunque por encima del que poseen -por ejemplo- Estados Unidos (14%), Australia (14%), Portugal (13%), Polonia (13%), Holanda (13%), Australia (13%) y España (13%).
La Administración Pública actúa mediante actos administrativos y puede ser controlada internamente por los habitantes mediante recursos administrativos regulados por el Derecho Administrativo (procedimiento administrativo), en una primera instancia, o por demanda judicial contra el Estado (procedimiento contencioso-administrativo), en caso de rechazo del recurso.
Los gastos de la Administración Pública se rigen por pautas estrictas establecidas en el presupuesto, aprobado por ley, y por las reglas establecidas en la Ley de Presupuesto de cada jurisdicción. La realización de gastos incumpliendo estas reglas constituye un delito contra la Administración Pública, establecidos en el Código Penal.
El personal de la Administración Pública está regido por reglas especiales, diferentes de las que regulan a los trabajadores de la actividad privada. En general tienen leyes especiales que contemplan sistemas de ingreso por concurso, prohibición del despedido sin causa justa ni sumario previo. En algunos casos se han establecido sistemas de negociación colectiva. Uruguay cuenta con un Estatuto del Funcionario Público.
También se consideran parte de la administración pública los funcionarios a nivel departamental y municipal; en Uruguay suman casi 40.000.

## Poder Ejecutivo
La Administración Pública (o Central) de Uruguay fundamentalmente está integrada por órganos y secretarías que integran y como en el Poder Ejecutivo de la República Oriental del Uruguay.

### Presidencia de la República Oriental
- Secretaría de la Presidencia de la República
- Prosecretaria de la Presidencia
- Dirección General de Presidencia
- Secretaría de Prensa y Comunicación Presidencial

Oficinas que dependen de Presidencia
- Oficina Nacional del Servicio Civil
- Oficina de Planeamiento y Presupuesto
- Agencia de Gobierno electrónico y Sociedad de la Información y del Conocimiento
- Agencia Uruguaya de Cooperación Internacional
- Agencia Reguladora de Compras Estatales
- Secretaría Nacional del Deporte
- Secretaria de Derechos Humanos de Presidencia
- Secretaría de Derechos Humanos para el Pasado Reciente
- Secretaría Nacional de Ambiente, Agua y Cambio Climático
- Casa Militar de la Presidencia de la República
- Instituto Nacional de Estadísticas

### Ministerios de Estado
- Ministerio de Defensa Nacional
  - Dirección Nacional de Inteligencia de Estado
  - Dirección Nacional de Pasos de Frontera
  - Dirección General de Aviación Civil e Infraestructura Aeronáutica
  - Dirección Nacional de Sanidad de las Fuerzas Armadas

Estado Mayor de la Defensa de Uruguay.
- - Estado Mayor de la Defensa
  - Comando Mayor del Ejército Nacional
  - Comando General de la Armada Nacional
  - Comando General de la Fuerza Aérea
  - Servicio de Retiros y Pensiones de las Fuerzas Armadas
  - Instituto Antártico Uruguayo

- Ministerio de Economía y Finanzas
  - Dirección General de Secretaría
  - Contaduría General de la Nación
  - Auditoría Interna de la Nación
  - Tesorería General de la Nación
  - Dirección General Impositiva
  - Dirección Nacional de Aduanas
  - Dirección Nacional de Lotería y Quinielas
  - Dirección Nacional de Casinos
  - Dirección de Comercio
  - Comisión de Promoción y Defensa de la Competencia.

- Ministerio de  Ganadería, Agricultura y Pesca
  - Ministerio de Ganadería, agricultura y pesca
  - Dirección de Secretaría
  - Dirección Nacional de Recursos Acuáticos
  - Dirección Nacional de Recursos Naturales
  - Dirección General de Servicios Agrícolas
  - Dirección General de Servicios ganaderos
  - Dirección General de la Granja
  - Dirección General de Desarrollo Rural
  - Dirección General Forestal

- Ministerio del Interior
  - Dirección de Secretaría
  - Dirección Nacional de la Policía Nacional
  - Dirección Nacional de Policía Científica
  - Dirección Nacional de Policía Caminera
  - Dirección Nacional de Bomberos

Dirección Nacional de la Guardia Republicana
- - Dirección Nacional de la Educación Policial
  - Dirección Nacional de Identificación Civil
  - Dirección Nacional de Migraciones
  - Dirección Nacional de Asistencia y Seguridad Social Policial
  - Dirección Nacional de Sanidad Policial
  - Dirección Nacional del Liberado
  - Instituto Nacional de Rehabilitación

- Ministerio de Desarrollo Social
  - Dirección General de Secretaría
  - Dirección Nacional de Desarrollo Social
  - Dirección Nacional de Protección Social
  - Instituto Nacional de Alimentación
  - Instituto Nacional de Mujeres
  - Instituto Nacional de las Personas Mayores
  - Instituto Nacional de Juventud
  - Secretaría Nacional de Cuidados y Discapacidad

- Ministerio de Industria, Energía y Minería

- - Dirección General de Secretaría
  - Dirección Nacional de Energía
  - Dirección Nacional de Industria
  - Dirección Nacional de Minería y Geología
  - Dirección Nacional de Artesanías, Pequeñas y Medianas Empresas
  - Dirección Nacional de Telecomunicaciones y de los Servicios de Comunicación Audiovisual
  - Dirección Nacional de la Propiedad Industrial
  - Autoridad Reguladora en Radioprotección

- Ministerio de Turismo
  - Dirección General de Secretaría
  - Dirección Nacional de Turismo

- Ministerio de Transporte y Obra Pública
  - Dirección General de Secretaría
  - Dirección Nacional de Hidrografía
  - Dirección Nacional de Arquitectura
  - Dirección Nacional de Vialidad
  - Dirección Nacional de Topografía
  - Dirección Nacional de Transporte
  - Dirección Nacional de Planificación Logística

- Ministerio de Trabajo y Seguridad Social
  - Dirección General de Secretaría
  - Dirección Nacional de Trabajo
  - Dirección Nacional de Empleo
  - Dirección Nacional de Seguridad Social
  - Inspección General de Trabajo y Seguridad Social

- Ministerio de Vivienda y Ordenamiento Territorial
  - Dirección General de Secretaría
  - Dirección Nacional de Vivienda
  - Dirección Nacional de Ordenamiento Territorial

- Ministerio de Educación y Cultura
  - Dirección General de Secretaría
  - Dirección Nacional de Educación
  - Dirección Nacional de Cultura
  - Dirección de Innovación, Ciencia y Tecnología
  - Dirección General de Registros
  - Dirección General del Registro Civil
  - Dirección General de la Biblioteca Nacional
  - Servicio Oficial de Difusión, Representaciones y Espectáculos
  - Servicio de Comunicación Audiovisual Nacional
  - Instituto de Investigaciones Biológicas Clemente Estable
  - Archivo General de la Nación
  - Comisión de Patrimonio Cultural de la Nación
  - Fiscalía de Gobierno
  - Procuraduría del Estado en lo Contencioso Administrativo

- Ministerio de Salud Pública
  - Dirección General de Secretaría
  - Dirección General del Sistema Nacional de Salud
  - Dirección General de Salud
  - Instituto Nacional de Donación y Trasplante de Células, Tejidos y Órganos

- Ministerio de Ambiente
  - Dirección General de Secretaría
  - Dirección Nacional de Aguas
  - Dirección Nacional de Biodiversidad y Servicios Ecosistémicos
  - Dirección Nacional de Cambios Climático.

## Actualidad
Luego de años de intensos debates, y tras múltiples controversias a nivel de opinión pública, en octubre de 2012 el presidente José Mujica envía al Parlamento un proyecto de ley que establece una jornada laboral para los empleados públicos de 8 horas por día y el trabajo en feriados laborables, entre otros deberes.
Se trata de cambiar normas que están vigentes desde hace 7 décadas, por lo que no se descartan choques con los sindicatos. Si bien comprende a un número de funcionarios públicos relativamente reducido, pretende transformar la Administración Central, considerada un área muy sensible; con el paso del tiempo, puede ser una referencia para futuras reformas administrativas.